# Route nationale 431
Pour les articles homonymes, voir Route 431.
La route nationale 431 ou RN 431 est une route nationale française reliant l'autoroute A315, dans la commune de Vantoux, à l'échangeur n° 29 de l’autoroute A31. Il s'agit du contournement sud-est de Metz.
Avant les déclassements de 1972, la RN 431 reliait Uffholtz au Markstein. Cette route fait partie de la route des Crêtes. Elle a été déclassée en RD 431.
Voir l'ancien tracé de la RN431 sur GoogleMaps
La loi n° 2022-217 du 21 février 2022 prévoit le transfert des routes nationales aux collectivités volontaires. La nationale 431 sera mise à disposition en intégralité à la région Grand Est. Initialement prévu le 1er janvier 2024, elle sera effective le 1er janvier 2025.

## Tracé actuel: contournement sud-est de Metz
- Échangeur entre A4 et A315 : Boulay, Saint-Avold, Sarrebruck (Allemagne), Strasbourg
- Début de l'autoroute A315.
- Échangeur entre , A315 et A314 : La Corchade, Vallières, Borny, Metz-Centre ; Boulay-Saint-Avold, Sarrebruck (Allemagne), Strasbourg
- Fin de l'autoroute A315. Début de la Route Nationale 431.
- D603 : Metz-Centre, Courcelles-Chaussy, Vallières, Actipôle
- D4 : Metz-Technopôle, Metz-Actipôle, Sarrebruck, Pange, Borny
- D999 (demi-échangeur, sens A31 - A315): Ars-Laquenexy, La Grande aux Bois, Centre Foires et Congrès
- D955 : Metz-Grigy, Morhange, Château-Salins, Strasbourg, Aéroport Régional, Centre Foires et Congrès
- D155B (demi-échangeur, depuis et vers A31) : Peltre
- D913 : Marly, Metz-Magny, Verny
- D5 : Marly, Montigny-lès-Metz, Cuvry
- à 200 m. Avant réduction à 1 voie.
- 90 km/h. Réduction à 1 voie.
- Rond-point à 150 m.
- Échangeur entre A31 et RN431  Carrefour giratoire entre A31 et RN431 : 
  -  N431 :  Sarrebruck (Allemagne), Metz-Est, Marly
  -  A31 : Luxembourg, Metz
  -  A31 : Nancy, Pont-à-Mousson
  - N431 : Pagny-sur-Moselle, Fey, Lac de Madine
- Portion courte avec virages, sans séparation centrale.
- Carrefour giratoire entre D66 et RN431 : 
  -  N431 :  Vers autoroute A31,  Luxembourg,  Metz,  Nancy,  Pont-à-Mousson,  puis  Sarrebruck (Allemagne),  Metz-Est,  Marly
  - D66 : Cuvry
  - D66 : Pagny-sur-Moselle, Corny-sur-Moselle, Fey, Lac de Madine, Route des vins de Moselle
- Fin de la route nationale 431, redirigé vers la route départementale 66.

## Ancien tracé d'Uffholtz au Markstein (D 431)
- Uffholtz (km 0)
- Col de Herrenfluh
- Vieil-Armand
- Col Amic
- Le Grand Ballon (km 24)
- Le Markstein (km 30)